# Symphyodon imbricatifolius
Symphyodon imbricatifolius är en bladmossart som beskrevs av David Maughan Churchill 1994. Symphyodon imbricatifolius ingår i släktet Symphyodon och familjen Daltoniaceae. Inga underarter finns listade i Catalogue of Life.